# 張本征治
張本 征治（はりもと せいじ）は、日本映画、テレビドラマの編集技師。

## 主な編集作品

### 映画
助手作品
- 『ギミー・ヘブン』
- 『I am 日本人』
- 『着信アリ FINAL』
- 『蒼き狼～地果て海尽きるまで～』
- 『愛の予感』
- 『まぼろしの邪馬台国』
- 『ぐるりのこと。』

など

技師作品
- 『青春☆金属バット』（2006年）
- 『妄想少女オタク系』（2007年）
- 『魁!!男塾』（2008年）
- 『ソロコンテスト』（2009年）
- 『花ゲリラ』（2009年）
- 『苦い蜜』（2010年）
- 『FLOWERS -フラワーズ-』（2010年/東宝・日本テレビ）
- 『こちら葛飾区亀有公園前派出所 THE MOVIE』（共同編集/2011年/松竹・TBS）
- 『LOVE まさお君が行く!』（2012年/松竹・テレビ東京）
- 『今日、恋をはじめます』（2012年/東宝・TBS）　※第22回日本映画批評家大賞　編集賞受賞
- 『ルームメイト』（2013年/東映・東宝映画）
- 『ReLIFE』（2017年/松竹）
- 『あのコの、トリコ。』（2018年/ショウゲート）
- 『地獄少女』（2019年）

### Vシネマ
- 『M-1グランプリへの道 まっすぐいこおぜ！ 前編・後編 』（2005年）
- 『武装戦線 政府軍VS革命軍』（2005年）
- 『マル暴 組織犯罪対策部捜査四課シリーズ2～5』（2005年）

### テレビ
- 『Deep Love～アユの物語～』(2004年/テレビ東京)
- 『STRANGERS6』（JAPAN UNIT/2011年/WOWOW）
- 『レイコと玲子』（東野圭吾ミステリーズ 第4話/2012年/フジテレビ）
- 『タンクトップファイター』（2013年/TBS）
- 『安堂ロイド』（2013年/TBS）
- 『家族狩り』（2014年/TBS）
- 『まっしろ』（2015年/TBS）
- 『不便な便利屋』（2015/テレビ東京）
- 『ある日、アヒルバス』（2015/NHK）
- 『コウノドリ』（2015/TBS）
- 『リケジョ探偵の謎解きラボ』（このミステリーがすごい/2015/TBS）
- 『家族ノカタチ』（2016/TBS）
- 『光る崖』（2016/フジテレビ）
- 『コウノドリ2』（2017/TBS）
- 『あなたのことはそれほど』（2017/TBS）
- 『インハンド』（2019/TBS）
- 『凪のお暇』（2019/TBS）
- 『私の家政夫ナギサさん』（2020/TBS）
- 『この恋あたためますか』（2020/TBS）

### ドキュメンタリー
- 『50ボイス』（NHK）
- 『ポップコーンドリーム』（ディスカバリーチャンネル）
- 『ガイアの夜明け』（テレビ東京）
- 『世界に花咲けなでしこたち』（NHK）
- 『ASIA INSIGHT』（NHK）

### ネット配信
- 『闇金ウシジマくん』（BeeTV）
- 『ハング』（BeeTV）
- 『はぴまり』（Amazon プライム）

### MV
- 『Silent Scream』（GIRL NEXT DOOR/2011年）

### 予告篇
- 『奇妙なサーカス』（2005年）